# Kwilcz (gmina)
Kwilcz est une gmina rurale du powiat de Międzychód, Grande-Pologne, dans le centre-ouest de la Pologne. Son siège est le village de Kwilcz, qui se situe environ 15 km à l'est de Międzychód et 59 km à l'ouest de la capitale régionale Poznań.
La gmina couvre une superficie de 141,78 km2 pour une population de 6 153 habitants.

## Géographie

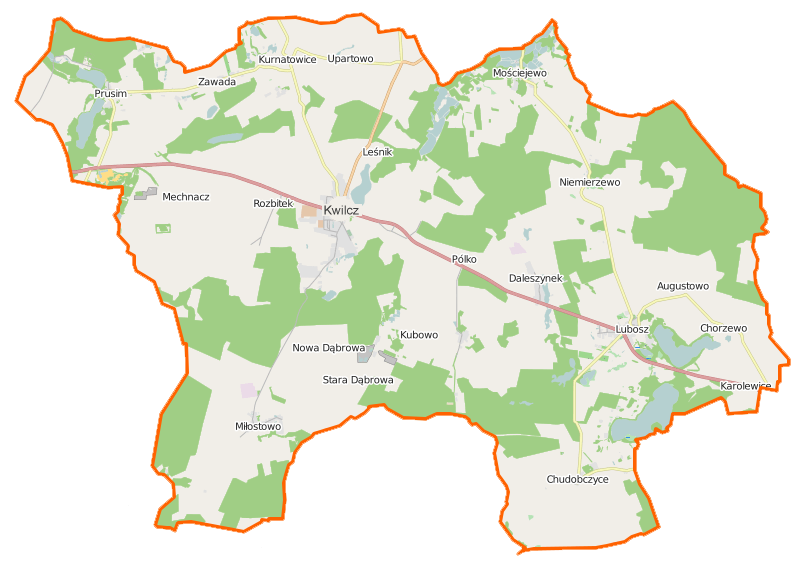
Plan de la gmina.

Outre le village de Kwilcz, la gmina inclut les villages de:
- Augustowo
- Chorzewo
- Chudobczyce
- Daleszynek
- Kubowo
- Kurnatowice
- Lubosz
- Mechnacz
- Miłostowo
- Mościejewo
- Niemierzewo
- Orzeszkowo
- Prusim
- Rozbitek
- Upartowo
- Wituchowo

### Gminy voisines
La gmina de Kwilcz est bordée des gminy de:
- Chrzypsko Wielkie
- Lwówek
- Międzychód
- Pniewy
- Sieraków

## Structure du terrain
D'après les données de 2002, la superficie de la commune de Kwilcz est de 141,78 km², répartis comme tel :
- terres agricoles : 60%
- forêts : 29%

La commune représente 19,25% de la superficie du powiat.

## Démographie
Données du 30 juin 2009 :
| description        | Total  | Total | Femmes | Femmes | Hommes | Hommes |
| ------------------ | ------ | ----- | ------ | ------ | ------ | ------ |
| Unité              | Nombre | %     | Nombre | %      | Nombre | %      |
| population         | 6 153  | 100   | 3 095  | 50,3   | 3 058  | 49,7   |
| Densité (hab./km²) | 43,4   | 43,4  | 21,8   | 21,8   | 21,6   | 21,6   |